# Philippe Camby
Pour les articles homonymes, voir Camby.
Philippe Camby (né le 2 juillet 1952 à Fougères où il est mort le 23 août 2012) est un poète, essayiste  et éditeur breton d’expression française.

## Biographie
Ses premiers poèmes sont publiés par Yann Brekilien, dans les Cahiers littéraires de Bretagne (Nature et Bretagne, 1975). Il rencontre Claude Vaillant, et participe à plusieurs numéros de la revue Tessons (1976).
Philippe Camby publie alors plusieurs ouvrages sur l’identité celtique de la Bretagne. Ce sont Les prénoms bretons, Ys et les villes englouties, Dolmens et menhirs en Bretagne, Les châteaux fantastiques de Bretagne, ces derniers sous le pseudonyme d’Olivier Eudes. Photographe, il illustre aussi les Fantômes bretons de Louis Le Cunff, et raconte l’histoire de La libération de la Bretagne, dans un ouvrage illustré.
Louis Pauwels accueille son essai sur L’Érotisme et le sacré dans une collection qu’il dirige aux éditions Retz (1978). Il rencontre alors Hélène Renard, et fréquente Armel Guerne et Raymond Abellio, Cioran et Jean-Charles Pichon, Jean Parvulesco et  Pierre Emmanuel, Pierre Oster et Francesca Yvonne Caroutch.
Des rencontres avec Raymond Abellio, Armel Guerne, Jean-Charles Pichon et Pierre Oster sortiront plusieurs ouvrages : Raymond Abellio, Approches de la nouvelle Gnose (Gallimard, 1981) ; Jean-Charles Pichon, La terrasse du Dôme (Éditions Philippe Camby, 1982) ; la Prognostication de Paracelse qu’Armel Guerne avait traduite avant guerre (Éditions du Rocher, 1985) ; et enfin Une machine à indiquer l’univers, entretien avec Pierre Oster, que les éditions Obsidiane publieront en 1992.
Philippe Camby a participé à la création de plusieurs revues, parmi lesquelles Aurores (1980) et Lettres de Bretagne (1996). 
Il a créé l’une des premières maisons d’édition virtuelle francophone, arbredor.com, en 2001.
Certains de ses ouvrages ont été traduits en allemand, en anglais, en galicien et en italien.
En 2004, Philippe Camby a fondé L’École druidique d’Helvétie, dans le canton de Neuchâtel, école consacrée, en novembre 2005, par Gwenc’hlan Le Scouëzec, Grand druide de Bretagne et Maître de l’Ordre d’Avallon. En 2008, Philippe Camby a succédé à Gwenc’hlan Le Scouëzec, à la tête de l’Ordre d’Avallon, rebaptisé « Fraternité d’Avallon » en 2010.

## Poésie
- T’aimer, P.-J. Oswald, 1972.
- La nuit malade, Cahiers littéraires de Bretagne, 1975.
- J’être, C.L.B., 1976.
- Les mémoires d’Orphée, Awac, 1980.
- Poèmes du Vent d’Ouest, Artus, 1982.
- Peine perdue, Artus, 1986.
- Pays Sages TM, Memoria, 1997.
- Petites recettes choisies pour restaurer le chaos, Memoria, 1997.
- Dernières nouvelles de la Genèse, arbredor.com, 2002.
- Cantique d’Éleusis, arbredor.com, 2003.
- Poèmes et soties d’Ange Benêt, poète, arbredor.com, 2004.

## Essais
- L’Érotisme et le sacré, Retz, 1977.
- Les prénoms bretons, Ouest-France, 1977.
- Les métiers du village, Ouest-France, 1978.
- Les métiers de la mer, Ouest-France, 1978.
- Ys et les villes englouties, Ouest-France, 1979.
- Châteaux extraordinaires de Bretagne, Pygmalion, 1980.
- La libération de la bretagne, Ouest-France, 1980.
- Dolmens et menhirs en Bretagne, Pygmalion, 1981.
- Nantes sous l'occupation (avec Benoît Cressard) Ouest-France, 1981.
- Le paradis et les peintres naïfs, Fourny-Vilo, 1983.
- L’Amour sublime, Le Félin, 1994.
- Proverbes et dictons des Bretons (préface de Per-Jakez Hélias), Le Félin, 1994.
- Petit dictionnaire licencieux de la langue bretonne, Terre de Brume, 1996.
- Les Petits contes licencieux des Bretons, 2 tomes, Terre de Brume, 1996-1997.
- Florilège des insultes et satire des Bretons, Terre de Brume, 1999.
- Les dicts du druide Cadoc, Terre de Brume, 2001.
- De l’étreinte à l’éternité, les rituels de l’extase en Orient et en Occident, Le Relié, 2001.
- Magies de Brocéliande, arbredor.com, 2002.

## Traductions
- Triades des druides de l’île de Bretagne, arbredor.com, 2001.
- Taliésin, Cat Goddeu, Le Mâche-Laurier, 2002.
- Diarmuid et Greine, arbredor.com, 2003.
- Tristan et Yseult, poème de Béroul, Mille-et-une Nuits, 2004.
- L'ancienne astrologie irlandaise : Un argument historique
- L’imposture de « L’astrologie Celtique »

## Pour approfondir